# Lun
Le Lun est un avion à effet de sol conçu par Rostislav Evgenievich Alekseïev et utilisé par la marine soviétique de 1987 à la fin des années 1990.

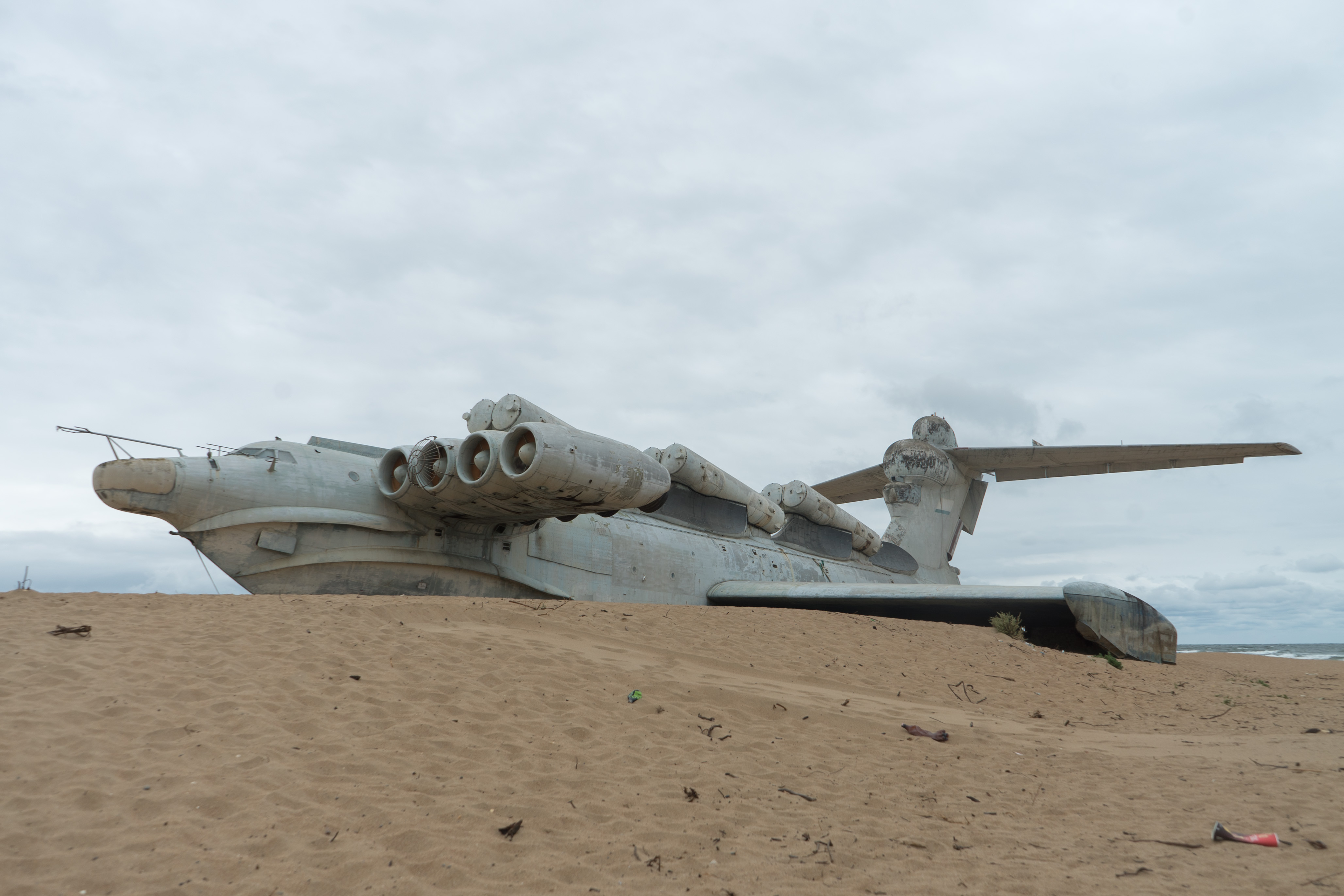
Ekranoplan de classe Lun sur une plage de Derbent au Daghestan en 2021

## Données techniques
- Masse : 400 tonnes
- vitesse maximum : 550 km/h
- Moteurs : 8
- Charge utile 40 tonnes
- Autonomie : 3 000 km
- Altitude maximum : 500 mètres (théoriquement)
- Armement : 6 batteries de missiles anti-navire air-sol

## Dans la culture populaire
Le Lun est représenté dans le tome 3 « Des horizons de feu » de la bande dessinée Koralovski de Philippe Gauckler où il est utilisé par un consortium secret pour transporter et larguer des ogives nucléaires.
Il apparaît également dans le jeu vidéo World in Conflict (dans l'extension Soviet Assault), où six exemplaires servent de véhicules de débarquement sur une plage de Norvège.

## Articles associés
- Ekranoplane
- KM (ekranoplane)
- A-90 Orlyonok
- Avion à effet de sol
- Effet de sol
- Navion